# Alberto Sorrentino
Alberto Sorrentino (né à La Spezia le 16 février 1916 et mort à Rome le 31 janvier 1994) est un acteur italien.

## Filmographie partielle
- 1951 : Accidenti alle tasse!! de Mario Mattoli
- 1951 : Les nôtres arrivent (Arrivano i nostri) de Mario Mattoli
- 1952 : Viva il cinema! de Giorgio Baldaccini et Enzo Trapani
- 1952 : Vengeance sarde (Vendetta... sarda) de Mario Mattoli
- 1952 : Heureuse Époque (Altri tempi - Zibaldone n. 1) d'Alessandro Blasetti
- 1952 : Abracadabra de Max Neufeld
- 1957 : La Belle et le Corsaire (Il corsaro della Mezza Luna) de G. M. Scotese
- 1958 : Le dritte de Mario Amendola
- 1959 : La sceriffa de Roberto Bianchi Montero : Bruto Tempo
- 1959 : Non perdiamo la testa de Mario Mattoli
- 1980 : Action de Tinto Brass